# Фаєтт (округ, Кентуккі)
Шаблон:StateAbbr_ 38°02′ пн. ш. 84°28′ зх. д. / 38.04° пн. ш. 84.46° зх. д.
Округ Фаєтт (англ. Fayette County) — округ (графство) у штаті Кентуккі, США. Ідентифікатор округу 21067.

## Історія
Округ утворений 1780 року.

## Демографія
За даними перепису
2000 року
загальне населення округу становило 260512 осіб, зокрема міського населення було 249417, а сільського — 11095.
Серед мешканців округу чоловіків було 127905, а жінок — 132607. В окрузі було 108288 домогосподарств, 62955 родин, які мешкали в 116167 будинках.
Середній розмір родини становив 2,9.
Віковий розподіл населення поданий у таблиці:
| Стать    | До 15 років | 15-21 | 22-29 | 30-39 | 40-49 | 50-65 | 65-85 | Понад 85 |
| -------- | ----------- | ----- | ----- | ----- | ----- | ----- | ----- | -------- |
| Чоловіки | 23945       | 15117 | 21028 | 21414 | 19146 | 17002 | 9458  | 795      |
| Жінки    | 22859       | 15282 | 19112 | 20743 | 19946 | 18744 | 13581 | 2340     |

## Суміжні округи
- Скотт — північ
- Бурбон — північний схід
- Кларк — схід
- Медісон — південь
- Джессамін — південь
- Вудфорд — захід